# Talgua
Talgua é uma cidade hondurenha do departamento de Lempira.